# Struttura interna di Plutone
L'osservazione con il Telescopio Hubble e poi il passaggio della sonda New Horizons nel 2015 hanno permesso agli astronomi di ipotizzare la struttura interna di Plutone.

## Caratteristiche generali
Le osservazioni del Telescopio Spaziale Hubble stabilirono la densità di Plutone tra 1,8 e 2,1 g/cm³, mentre i dati pervenuti dalla sonda New Horizons indicano una densità di 1,87 g/cm³.
L'Istituto di ricerca planetaria del DLR ha calcolato che il rapporto densità/raggio di Plutone si colloca in una zona intermedia tra quelli dei satelliti di ghiaccio (come le lune di media grandezza di Urano e di Saturno) e satelliti rocciosi come Europa.

## Nucleo
Si ipotizza che il diametro del nucleo sia di circa 1700 km, ossia il 70% del suo diametro.
È probabile che il nucleo al suo interno sia costituito da una lega di ferro e nichel, il nucleo esterno sia fatto di rocce circondate dal ghiaccio d'acqua del mantello.

## Mantello

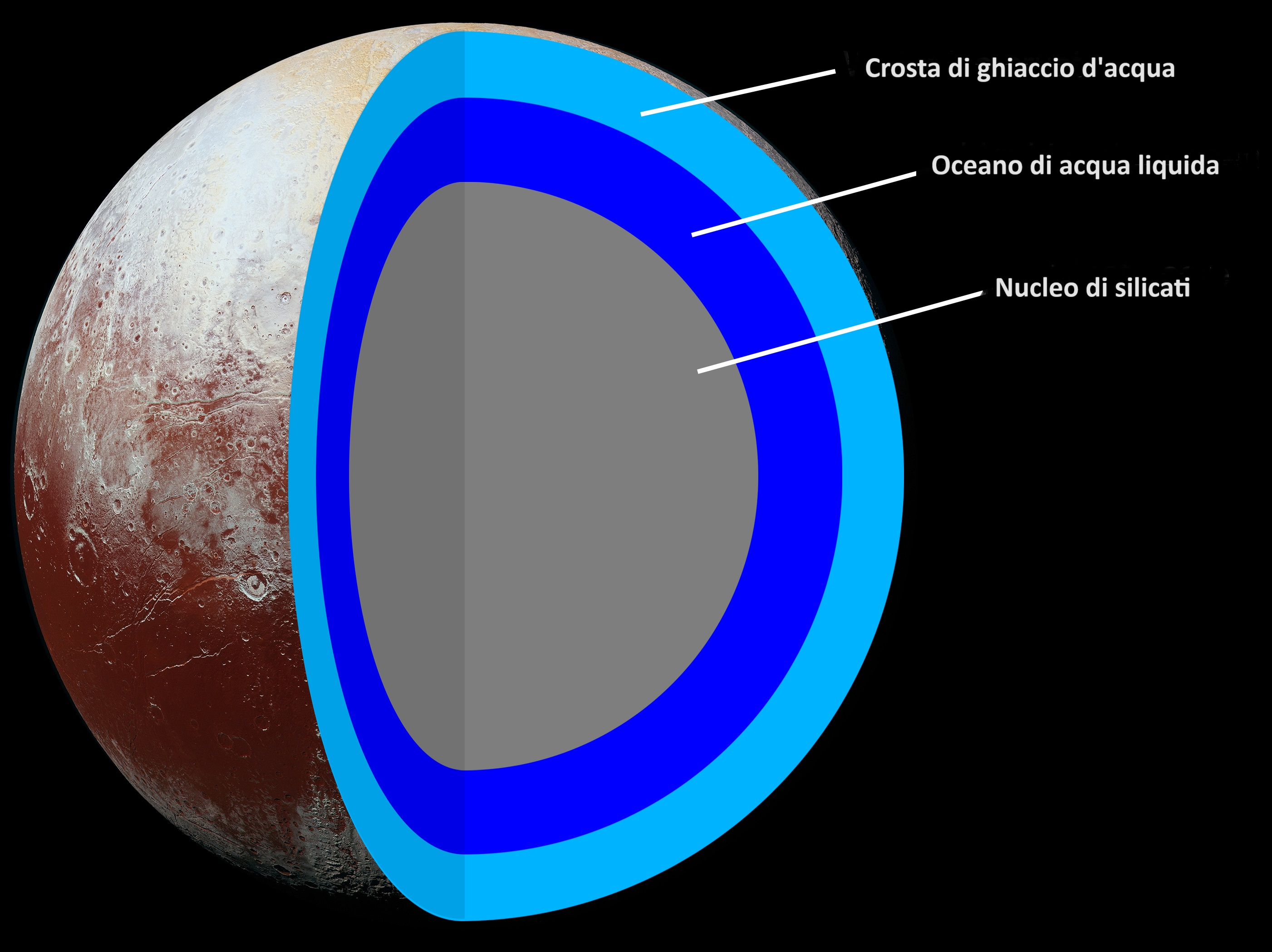
Struttura interna di Plutone ipotizzata dopo il sorvolo di New Horizons

Gli scienziati pensano che la struttura interna di Plutone sia differenziata, con il materiale roccioso che si è stabilizzato in un nucleo denso circondato da un mantello di ghiaccio d'acqua. È possibile che il riscaldamento causato dal decadimento radioattivo degli elementi continui ancora oggi, creando uno strato oceanico sotto la superficie composto da acqua liquida e ammoniaca e avente uno spessore di circa 100-180 km, al limite del mantello centrale.
Gli studi basati sulle immagini di Plutone della New Horizons non rivelano alcun segno di contrazione (come ci si aspetterebbe se l'acqua interna di Plutone si fosse completamente trasformata in ghiaccio II) e questo suggerisce che l'interno di Plutone sia ancora in espansione, probabilmente a causa di questo oceano interno ancora allo stato liquido. In base alle lunghezze dei difetti della crosta e sulla mancanza di sollevamenti localizzati, si ritiene che Plutone abbia una litosfera densa di ghiaccio d'acqua. Alcune faglie in superficie suggeriscono una precedente attività tettonica, sebbene i suoi meccanismi rimangano sconosciuti.
Alcuni ipotizzano che il mantello sia circondato da uno strato di metano spesso 700 km. Delle ipotesi sono la divisione del mantello in due parti composte da due diversi tipi di ghiaccio d'acqua, quella superiore spessa 140 km, quella inferiore 130, mentre altri dicono che il mantello sia costituito da un solo tipo di ghiaccio d'acqua spesso 250 km.

## Superficie
La superficie di Plutone è composta generalmente da ghiaccio d'acqua, metano, azoto e monossido di carbonio ghiacciati; la sua temperatura dovrebbe essere compresa tra -228 e -238 °C.
Secondo l'astronomo Mike Brown, Plutone ha la superficie più cangiante di tutto il Sistema Solare.

### Composizione
Plutone subisce importanti cambiamenti climatici stagionali dovuti alla forte eccentricità della sua orbita attorno al Sole; infatti la distanza del pianeta nano dalla stella varia da 4,4 a 7,4 miliardi di chilometri. Nel perielio si ipotizza avvenga una sublimazione della superficie, come succede nelle comete, con la presumibile produzione di una tenue atmosfera; durante l'allontanamento dal Sole l'atmosfera si raffredda e viene parzialmente dispersa nello spazio, mentre quella che rimane si deposita al suolo, forse sotto forma di neve. Quindi ogni 248 anni, che è il periodo orbitale di Plutone, il ghiaccio che si trova in superficie viene rinnovato e di conseguenza l'albedo di Plutone aumenta.
Le superfici di Plutone e Caronte sono soggette a continui impatti che portano a scoprire i materiali interni originari nascosti nella crosta carboniosa; gli spettri rivelano per Plutone la traccia di ghiaccio di metano e quella dominante di ghiaccio d'acqua per Caronte.
Nel suo passaggio ravvicinato il 14 luglio 2015 la sonda statunitense New Horizons ha rilevato la presenza di ghiacciai in movimento composti di metano, monossido di carbonio e azoto sui margini della plutoniana pianura chiamata Sputnik..

## Atmosfera
L'atmosfera di Plutone è il tenue strato di gas che circonda il pianeta nano, ed è composta da azoto e in misura minore da metano e monossido di carbonio derivanti dalla sublimazione dei ghiacci superficiali.
La pressione nei pressi della superficie è di circa 1 Pa (10 μbar), circa 100.000 volte inferiore alla pressione terrestre. Contiene strati di foschia, costituiti probabilmente da composti più pesanti che si formano da questi gas, a causa delle radiazioni ad alta energia, ed è particolarmente mutevole, per ragioni non del tutto chiare e non causate esclusivamente dalle peculiarità delle rotazioni orbitale e assiale di Plutone.
Plutone è l'unico oggetto transnettuniano noto a possedere un'atmosfera. La pressione dell'atmosfera sulla sua superficie, misurata dalla sonda spaziale New Horizons nel 2015, è di circa 1 Pa (10 μbar) μbar), circa 100.000 volte inferiore alla pressione atmosferica della Terra. La temperatura superficiale è compresa tra 40 e 60 K (da −230 a −210 °C) , ma cresce rapidamente con l'altitudine poiché il metano genera un effetto serra nella sua atmosfera. Vicino ai 30 km di altitudine raggiunge in genere i 110 K, per poi decrescere gradualmente.L'atmosfera di Plutone è stata studiata a partire dagli anni ottanta sulla base dell'osservazione di occultazioni di stelle da parte di Plutone e con osservazioni spettroscopiche, mentre nel 2015 è stato studiato da vicino dalla New Horizons.